# Rodger Freeth
Rodger Freeth dit Dr Rodger "Roj" Freeth était un physicien, pilote moto et copilote et pilote néo-zélandais né le 11 novembre 1950 et mort accidentellement le 18 septembre 1993 à Perth.

## Biographie
Rien ne prédestine Rodger Freeth, reconnaissable à sa grande silhouette, à devenir copilote. En effet il débute par la moto dès son adolescence tout en étant un élève brillant. Durant les années 1970 il participe au championnat local qu'il remporte. Étudiant, il cherche à expérimenter un système d'aileron type F1 pour plaquer sa Yamaha 750 au sol mais la trouvaille est vite interdite par la fédération. 
Dans les années 1980 il remporte à deux reprises les 500 miles de Bathurst sur le circuit du Mount Panorama. Il participe également au mondial Superbike à quelques occasions. Mais après son doctorat il devient copilote d'abord avec Neil Allport puis entame une fructueuse collaboration avec Possum Bourne. 
Pendant près de 10 ans, ils vont remporter plusieurs fois le Championnat australien des Rallyes (Australian Rally Championship, ou ARC)  et participer au championnat du monde des rallyes. À cette période Freeth conduit également des V8 Toyota Starlet avec laquelle il remporte le TranNZam. 
Il meurt en 1993 lors du rallye d'Australie, près de Perth. Alors en tête après la première étape l'équipage Bourne - Freeth prend le départ d'une spéciale comme les autres. Mais au cours de celle-ci leur voiture quitte la route et percute les arbres à plus de 200 km/h. La voiture désintégrée effectue plusieurs tonneaux et prend feu. Freeth reste inconscient aux côtés de Bourne qui s'en tire indemne. Freeth est évacué en hélicoptère vers l'hôpital de Perth, dans un état qui ne laisse guère d'espoir, avec des blessures à la tête ainsi que d'autres traumatismes et brûlures. Il meurt dans l'après-midi à l'hôpital royal de Perth. Son décès incite la FIA à renforcer la sécurité des copilotes.